# دانيال وايتهاوس
دانيال وايتهاوس (بالإنجليزية: Daniel Whitehouse)‏ هو دراج بريطاني، ولد في 12 يناير 1995 في مانشستر في المملكة المتحدة.

## وصلات خارجية
- دانيال وايتهاوس على موقع الاتحاد الدولي للدراجات (الإنجليزية)
- دانيال وايتهاوس على موقع أرشيف الدراجات (الإنجليزية)
- دانيال وايتهاوس على موقع إحصائيات الدراجات الإحترافية (الإنجليزية)
- دانيال وايتهاوس على موقع نسبة الدراجات (الإنجليزية)